# Sakesphorus canadensis
El batará crestinegro (Sakesphorus canadensis), también denominado batará de cresta negra (en Perú), batará copetón (en Colombia) , hormiguero copetón (en Venezuela) o batará del Canadá , es una especie de ave paseriforme de la familia Thamnophilidae perteneciente al género Sakesphorus. Vive y se reproduce en la zona tropical de Sudamérica.

## Descripción
El batará de cresta negra mide unos 15.7 cm de longitud, y pesa alrededor de 24 g. El macho adulto posee una cabeza negra, con cresta prominente, garganta, pecho, y espalda de tono marrón-negro, alas negras con los bordes de las plumas de color blanco, una cola corta negra y un vientre blanco. La hembra y los machos inmaduros poseen una cresta castaña, y cabeza con pintas blancas y negras en los cachetes, zona inferior marrón opaco, zonas bajas de negro con pintas, y alas y plumas de la cola de tono marrón más fuerte que las del macho.

## Distribución y hábitat
Se encuentra en Trinidad, Colombia, Venezuela, las Guayanas, el norte de Brasil y el noreste del Perú.
Esta especie es considerada localmente común en su hábitat natural: los bosques ralos, matorrales áridos, sabanas y manglares hasta los 800 m de altitud.

## Comportamiento
Por lo general se lo encuentra en parejas territoriales jugueteando en el sotobosque y a menudo en el semiabierto. Frecuentemente menea su cola, especialmente al vocalizar. Sabe acompañar bandadas mixtas.

### Alimentación
El batará de cresta negra se alimenta de insectos y otros artrópodos que picotea del follaje. También captura pequeños lagartos y bayas.

### Reproducción
La hembra pone dos huevos blancos con algunos vivos púrpura en un nido profundo suspendido de una rama o enredadera. Los huevos son incubados por ambos sexos durante 14 días antes de hacer eclosión los polluelos, la hembra siempre empolla durante la noche. Los polluelos vuelan al cabo de doce días.

### Vocalización
Es una especie inconspícua, a menudo detectada por su canto, una serie de notas musicales que se aceleran y ascienden en tono, por ejemplo, «cuew-cuew-cuew-cue-cue-cue-cu-cu-cu-cu», o la llamada un «churrrr».

## Sistemática

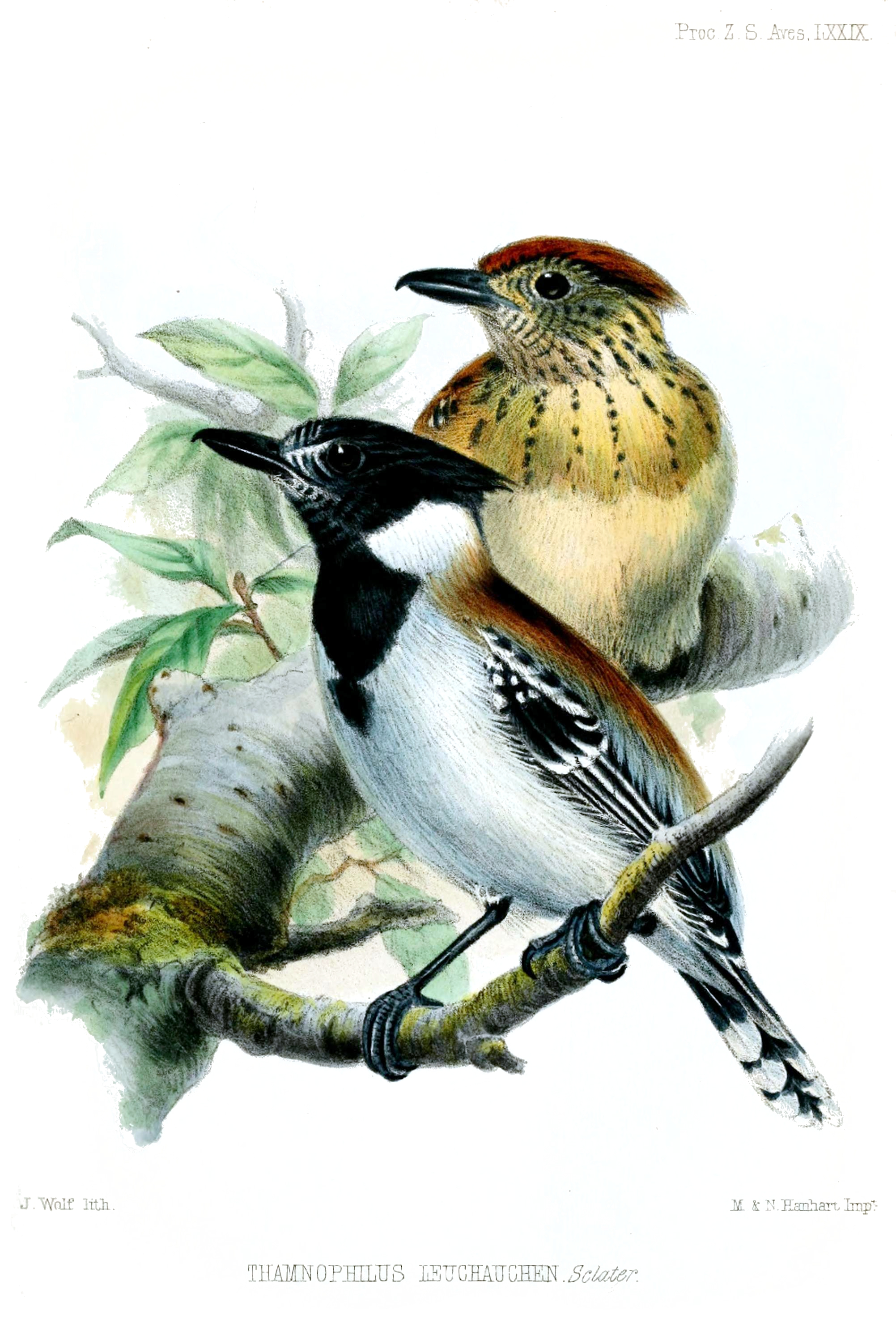
Thamnophilus leuchauchen = Sakesphorus canadensis, macho (abajo) y hembra (arriba); ilustración de Joseph Wolf, en Proceedings of the Zoological Society of London, 1855.

### Descripción original
La especie S. canadensis fue descrita por primera vez por el naturalista sueco Carolus Linnaeus en 1766 bajo el nombre científico Lanius canadensis; localidad tipo errada «Canadá» enmendada para «Cayena, Guayana francesa».

### Taxonomía
La subespecie pulchellus aparenta ser morfológicamente y vocalmente diferente de las otras y podría merecer ser considerada especie plena; este taxón y las subespecies propuestas phainoleucus (Riohacha, en el norte de Colombia) y paraguanae (península de Paraguaná, en el noroeste de Venezuela) parecen cruzarse, y quedan mejor agrupadas. Las diferencias entre algunas o todas las subespecies pueden ser clinales, y la variación de plumaje entre cada una es substancial; por lo tanto los límites de distribución son imprecisos.
Algunos autores, como Aves del Mundo (HBW) y Birdlife International, consideran a la subespecie S. canadensis pulchellus como la especie plena batará bonito Sakesphorus pulchellus, con base en diferencias morfológicas y de vocalización, pero esto todavía no es reconocido por otras clasificaciones como el IOC y Clements.

### Subespecies
Según las clasificaciones del Congreso Ornitológico Internacional (IOC) y Clements Checklist v.2017,  se reconocen seis subespecies, con su correspondiente distribución geográfica:
- Sakesphorus (canadensis) pulchellus (Cabanis & Heine, 1859) - norte de Colombia (faldeos del Caribe desde Guajira hacia el sur hasta el norte del Chocó, valle del bajo Río Magdalena hacia el sur hasta el sur de Santander) y extremo noroeste de Venezuela (Zulia, oeste y centro de Falcón, Lara).
- Sakesphorus canadensis intermedius (Cherrie, 1916) - este de Colombia (Vichada y Meta) y Venezuela al norte del Río Orinoco (este de Falcón, Portuguesa y Apure hacia el este hasta Estado Anzoátegui).
- Sakesphorus canadensis fumosus Zimmer, JT, 1933 - suroeste de Venezuela (sur de Amazonas) y extremo norte de Brasil (norte de Roraima, extremo norte de Pará).
- Sakesphorus canadensis trinitatis (Ridgway, 1891) - noreste y sur de Venezuela (Sucre, Monagas, Delta Amacuro y, sur del Río Orinoco, Bolívar y norte de Amazonas), Trinidad y Guyana.
- Sakesphorus canadensis canadensis (Linnaeus, 1766) - Surinam y costa de la Guayana francesa.
- Sakesphorus canadensis loretoyacuensis (Bartlett, 1882) - localmente en el noroeste de la Amazonia brasileña (a lo largo de los ríos Negro, Branco y Solimões), extremo sureste de Colombia y noreste del Perú (a lo largo de los ríos Amazonas, bajo Marañón y Ucayali).